# 収穫逓増
収穫逓増（しゅうかくていぞう、英: Increasing returns）は、経済学用語であり、収穫逓増の法則とも呼ばれる。固定および可変の入力（例えば工場規模と労働者数）のある生産システムで、製品をより多く生産するのにかかるコストは減少していく。表面上は完全に経済的概念だが、収穫逓増はテクノロジー的関係も暗示している。

## 概要
映画やソフトウェア、ソーシャルゲームのように開発費、設備費のような固定費が一定でユーザー数が増えても運営にかかる人件費などの費用が増大しないことにより、生産性が向上する。それにより、利益率が向上する。
その反面、売り上げが増えても雇用の創出には貢献しないので実体経済に与える消費の拡大には結びつきにくい傾向がある。
21世紀以降のアメリカ経済の繁栄にはこれが影響しているという説もある。